# 9702 Tomvandijk
9702 Tomvandijk (2108 T-2) là một tiểu hành tinh vành đai chính.